# Nice.
Nice. – trzeci album J-popowej grupy muzycznej Puffy AmiYumi wydany w Stanach Zjednoczonych w 2003. Wydanie amerykańskie zawierało parę innych utworów: zamiast utworów "Atarashii Hibi" i "Tomodachi" na płycie pojawiły się "Urei", "Teen Titans Theme" oraz "Planet Tokyo" (piosenka z melodią z "Akai Buranko (Red Swing)").
Okładka ukazuje wyrazy uznania dla Johna Lennona i Yoko Ono za ich pokojowy protest z 1969 roku.

## Lista utworów
| 1. "Planet Tokyo" (Sturmer) – 3:49 2. "Tokyo Nights" (Pierre Taki, Sturmer, John Fields) – 3:53 3. "Angel of Love" (Suzuki Shoko, Sturmer) – 3:12 4. "Sayonara" (YO-KING, Sturmer) – 3:16 5. "Invisible Tomorrow" (Puffy AmiYumi, Sturmer) – 3:54 6. "Thank You" (Yumi, Sturmer) – 3:55 7. "Long Beach Nightmare" (Ami, Sturmer) – 3:15 8. "Your Love Is a Drug" (Sturmer) – 3:33 9. "K2G (Kimi Ni Go!)" (Puffy AmiYumi, Sturmer) – 4:37 10. "Shiawase (Happiness)" (Okuda Tamio) – 4:20 11. "Urei" (Puffy AmiYumi, Sturmer) – 3:54 12. "Teen Titans Theme" (Sturmer) – 3:08 13. "Akai Buranko (Red Swing)" (Puffy AmiYumi, Sturmer) – 3:51 | 1. "Akai Buranko (Red Swing)" – 3:46 2. "Tokyo Nights" – 3:49 3. "Angel of Love" – 3:11 4. "Sayonara" – 3:18 5. "Invisible Tomorrow" – 3:54 6. "Thank You" – 3:52 7. "Long Beach Nightmare" – 3:14 8. "Your Love Is a Drug" – 3:32 9. "K2G (Kimi Ni Go!)" – 4:34 10. "Shiawase (Happiness)" – 4:21 11. "Atarashii Hibi" – 3:32 12. "Tomodachi" – 10:05 |

## Tworzący
Puffy AmiYumi
- Ami Onuki – wokal, harmonijka, gitara
- Yumi Yoshimura – wokal, harmonijka

Osoby postronne biorące udział w tworzeniu płyty
- Andy Sturmer – perkusja, gitara, syntezator Moog, syntezator ARP, organy kościelne, melotron, wibrafon, keyboard, trąbka, marimba, gitara basowa, Prophet synthesizer, pianino elektryczne, vocal kazoo, pianino, gitara akustyczna, harmonijka
- John Fields – gitara, bass, pianino, vocoder, organy Hammonda B3, chamberlin, organy Farfisa
- Wookie Von Crozier
- Chris James – perkusja, Wurlizer, chamberlin
- Printz Board
- Bleu – gitara dwunastostrunowa
- Dean Parks – banjo, gitara akustyczna
- Elizabeth Lea – trąbka
- James Childs – gitara
- Phillip Broussard, Jr.
- Toishi Toshikazu

## Producenci
- Producent: Andy Sturmer
- Nagrywanie instrumentów: John Fields
- Nagrywanie dźwięku: Thom Russo, John Fields
- Miksowanie: Thom Russo, John Fields
- Mastering: Kotetsu Tohru
- Asystenci przy masteringu: Phillip Broussard, Jr., Ohno, Shiota Osamu, Hatagoshi Hideyasu
- Produkcja okładki: Central 67
- Projekt okładki: Central 67
- Zdjęcia: Uchida Shoji
- Uczesanie i makijaż: Shuma Tesuro
- Styling: Miyajima Takahiro